# Fayed (Ägypten)

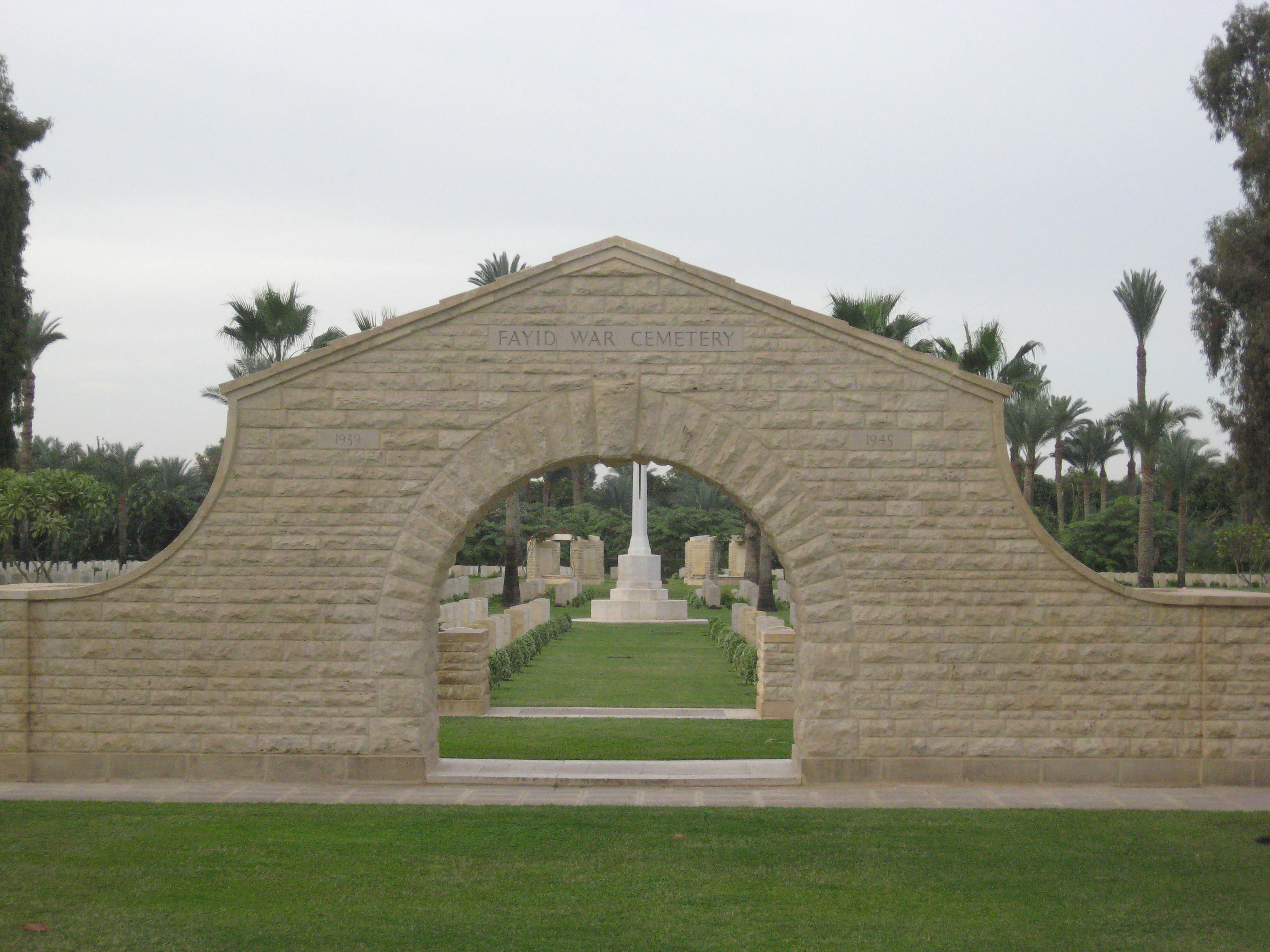
Britischer Soldatenfriedhof in Fayed

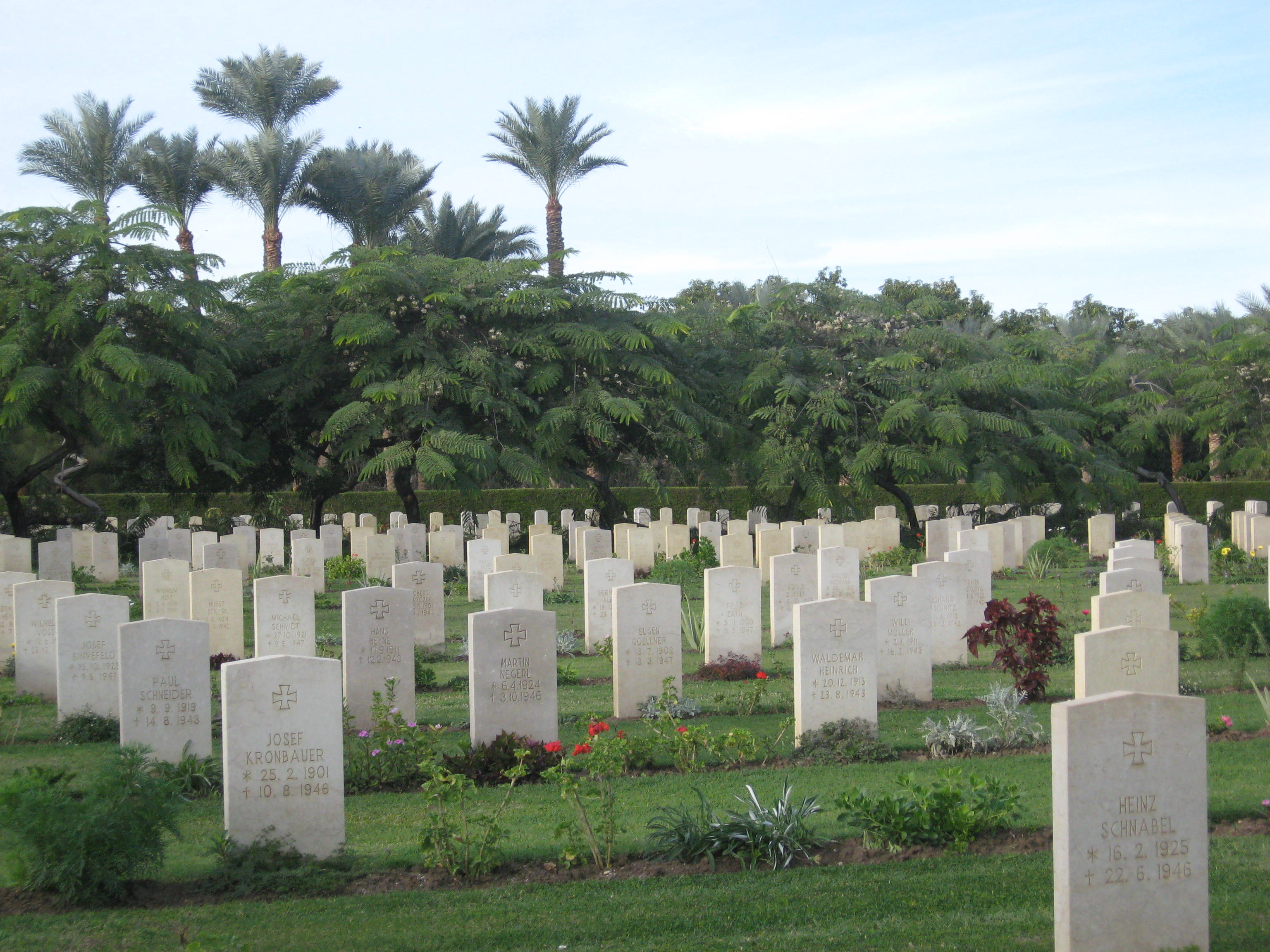
… mit dem Gräberfeld für die deutschen Kriegsgefangenen

Fayed (arabisch فايد Fāyid) ist ein Ort in Ägypten etwa 20 Kilometer südlich von Ismailia am Westufer des Großen Bittersees. Er liegt etwa auf halber Strecke des Sueskanals. Gleichzeitig bezeichnet der Name einen Verwaltungsbezirk mit rund 17.500 Einwohnern (2001, 37 Prozent davon Analphabeten), der aus mehreren Orten besteht.
Ursprünglich war Fayed hauptsächlich ein Fischerort; Fisch aus den Bitterseen ist wegen seiner Qualität in Ägypten besonders gefragt und dementsprechend teuer. Landwirtschaft in größerem Maße gibt es erst wieder, seitdem im Zuge des Baus des Sueskanals auch der historische Ismailia-Kanal wieder ausgebaggert und geflutet wurde.
Im Zweiten Weltkrieg befanden sich in und um Fayed mehrere Lager für deutsche Kriegsgefangene, Angehörige des Deutschen Afrikakorps und der in Italien und Griechenland eingesetzten Verbände sowie internierte deutsche Staatsbürger. Die Lager waren mit jeweils bis zu 15.000 Menschen belegt. Sie waren dafür berüchtigt, dass viele Insassen aufgrund der Hitze und anderer schlechter Bedingungen psychisch krank wurden oder Selbstmord begingen. Diese Zustände wurden in der „Erklärung der kriegsgefangenen evangelischen Pfarrer in Ägypten“ vom 11. Oktober 1947 angeprangert, was Erleichterungen zur Folge hatte. Dazu gehörte auch ein Fußballspiel zwischen britischen Soldaten und deutschen Kriegsgefangenen, das die Deutschen vor 7000 Zuschauern im Viktoria Lido Stadium in Fayed mit 3:0 gewannen. 1948 wurden die letzten Gefangenen nach Deutschland entlassen.
Wegen seiner strategisch wichtigen Lage waren in Fayed zunächst englische, heute ägyptische Truppen – mit einer Hochschule für Offiziere – stationiert.
Zudem ist Fayed der Kairo am nächsten gelegene Ferienort, in dem wohlhabende Ägypter Wochenendhäuser besitzen.

## Fayed War Cemetery
Seit Juni 1941 befindet sich in Fayed ein britischer Soldatenfriedhof mit rund 1800 Gräbern für die Toten der dort stationierten Garnisonen sowie die deutschen Gefangenen der Camps. Der Friedhof wird von der Commonwealth War Graves Commission betreut.